# Samsung Group
Samsung (кор. 삼성그룹,) — південнокорейська транснаціональна компанія-конгломерат, головний офіс якої розташований у Сеулі, Південна Корея. Вона складається з численних дочірніх і залежних підприємств, більшість з яких об'єднані під брендом Samsung. Компанія є найбільшим південнокорейським чеболем.
Найбільш відомими дочірніми компаніями Samsung є Samsung Electronics (найбільша на планеті компанія з виробництва інформаційних технологій, згідно з доходами 2010 року), Samsung Heavy Industries (другий за величиною суднобудівник у світі, згідно з доходами 2010 року), Samsung Engineering та Samsung C&T (відповідно, тридцять п'ята, і 72 за величиною будівельні компанії у світі). Іншими потужними підрозділами є Samsung Life Insurance (14-найбільша страхова компанія у світі), Samsung EverlandSamsung Everland (найстарший парк розваг у Південній Кореї) і Cheil Worldwide (19-го найбільше у світі рекламне агентство, згідно з доходами у 2010 році).
Samsung виробляє близько 20% експорту Південної Кореї і його доходи перевищують ВВП багатьох країн. 2006 року це була б 35-та за величиною економіка світу. Компанія володіє потужним впливом на економічний розвиток Південній Кореї, політику, ЗМІ і культуру, і була головною рушійною силою «Чуда на річці Ханган».

### Samsung на російському ринку після повномасштабного вторгнення Росії в Україну
Незважаючи на зупинку офіційного постачання у квітні 2022 року, компанія продовжувала свою діяльність через паралельні імпорти, отримуючи товари від представників Samsung в інших країнах, таких як Вірменія, Білорусь, Казахстан і Киргизстан. Такий підхід дозволив Samsung продовжувати бізнес у Росії, обминаючи санкції.
Також Samsung зробив внесок в розмірі 6 мільйонів доларів на підтримку гуманітарних потреб тим, хто постраждав від війни. 
Подальше ускладнення позиції Samsung було пов'язане з тим, що компанія продовжувала використовувати російські метали, такі як тантал, вольфрам і золото, у своїх виробничих процесах.
Неоднозначність Samsung також була помітна в підході до його заводу «Самсунг Электроникс Рус Калуга» в Калузі, де виробництво було зупинено. Замість продажу заводу Samsung розглядав можливість здачі його в оренду місцевим підприємствам, що вказувало на небажання повністю відступати з російського ринку.
До 2023 року Samsung відновив маркетингову та рекламну активність у Росії, незважаючи на раніше припинене постачання та міжнародні санкції.